# Барања
Барања је географски регион, подељен између Хрватске и Мађарске. У Мађарској је овај регион административно организован као Барањска жупанија (главни град: Печуј), док је у Хрватској укључен у Осјечко-барањску жупанију (главни град: Осијек). На истоку јој је граница Дунав, а на југозападу Драва. Северна и западна граница Барање одређена је административном границом Барањске жупаније у Мађарској. Историјски центар Барање је град Печуј, који је сада у Мађарској. Највеће насеље и центар дела Барање у Хрватској је градић Бели Манастир.

## Историја
У време владавине римског императора Диоклецијана, Барања је била саставни део провинције Паноније. У другој половини 6 века први пут се на територији Барање помињу Словени, који су тада били под влашћу Авара. Од Авара су их ослободили Франци. У борби између Људевита Посавског и Франака значајну улогу су имали Словени из Барање, који су били под влашћу Људевита. Барања касније улази у састав словенске државе кнеза Прибине и кнеза Коцеља. У каснијој мађарској држави, барањски Словени су успели да се одрже и остану значајан друштвено-политички фактор. У 15 веку је почела сеоба Срба са јужних српских политичких територија у Барању, а на почетку 16 века су Срби у Барањи већ представљали значајан фактор. У већој мери населили су се Срби у Барању за време владавине Турака. Кад је 1687. године Аустрија освојила Барању од Турака, покушале су нове власти да покатоличе барањске Србе, али су ови покушаји пропали због досељавања нових Срба у великој сеоби под Арсенијем Чарнојевићем. 1695. добили су Срби у Барањи епископију са седиштем у Мохачу. Одмах после престанка турске владавине, раздељени су у Барањи велики комплекси земље различитим световним и црквеним великашима; тако је принц Еуген Савојски добио Беље, а Ветерани Дарду. За време Ракоцијевог устанка, барањски Срби су много страдали од руке мађарских устаника, куруца. Током 18 века спровођена је колонизација Немаца, а од Аустроугарске нагодбе (1867), па надаље, и колонизација Мађара. Барања је била обухваћена прокламованим границама Српске Војводине из 1848. године, али српске оружане снаге нису успеле да успоставе контролу над овом регијом.
Приликом одређивања коначне границе између Краљевства СХС и Мађарске (1920. године), територија Барање је подељена између ове две државе.
Барања је у Краљевини СХС била подељена на два среза: Батина и Дарда. Према попису становништва државе СХС од 31/1 1921, у оба ова среза било је укупно 49.694 становника, од тога:
- Срба, Хрвата и Словенаца 15.747,
- Мађара 16.639,
- Немаца 16.253,
- Јевреја 363.

По вероисповести: православних 6.782, католика 35.343, евангелиста 6.856.
Између 1918. и 1922. године, Барања је била у саставу Бачке жупаније, између 1922 и 1929. у саставу Бачке области, а између 1929 и 1941 у саставу Дунавске бановине.
Окупирана је од стране Сила Осовине 1941. године и прикључена Хортијевој Мађарској.
1945. године, када су утврђиване границе између република, одлуком Комисије Политбироа ЦК КПЈ, која је утврђивала границе између Хрватске и Србије и коју су сачињавали Милован Ђилас у име Србије и Вицко Крстуловић у име Хрватске, Барања је припојена Републици Хрватској.
Између 1991. и 1995. године, Барања је била део Републике Српске Крајине, а између 1995. и 1997. део Сремско-барањске области, којом су управљале Уједињене нације. 1997. године је Барања инкорпорирана у Републику Хрватску и прикључена Осјечко-барањској жупанији.
- Кнежевина Доња Панонија, 9. век
- Барањска жупанија 1370. године
- Етничко подручје Јужних Словена у Барањи између 16. и 18. века (према Јовану Цвијићу и др. Душану Ј. Поповићу)
- Прокламоване границе Српске Војводине 1848. године
- Банат, Бачка и Барања 1918—1919. године
- Бачка област, 1922—1929. године
- Дунавска бановина 1931—1939. године
- Војводина 1944—1945. године
- Република Српска Крајина 1991—1995. године
- Барања у данашњој Хрватској (светло љубичаста боја)

## Насељена места Барање у Хрватској
| Град или општина  | Насељена места која припадају датом граду или општини                                                    |
| ----------------- | --- |
| Бели Манастир     | Бели Манастир, Брањин Врх, Шећерана (Бели Манастир), Шумарина                                            |
| Биље              | Биље, Вардарац, Златна Греда, Козјак, Копачево, Луг, Подунавље, Тиквеш                                   |
| Дарда             | Дарда, Меце, Угљеш, Угљеш                                                                                |
| Драж              | Батина, Гајић, Драж, Дубошевица, Подоље, Топоље                                                          |
| Јагодњак          | Болман, Јагодњак, Мајшке Међе, Нови Болман                                                               |
| Кнежеви Виногради | Змајевац, Јасеновац, Каменац, Каранац, Кнежеви Виногради, Котлина, Мирковац, Соколовац, Суза             |
| Петловац          | Барањско Петрово Село, Зелено Поље, Луч, Нови Бездан, Ново Невесиње, Петловац, Судараж, Торјанци, Ширине |
| Поповац           | Брањина, Кнежево, Поповац                                                                                |
| Чеминац           | Грабовац, Козарац, Митровац, Нови Чеминац, Чеминац                                                       |
| Осијек            | Подравље, Тврђавица                                                                                      |